# بروتوبلازم

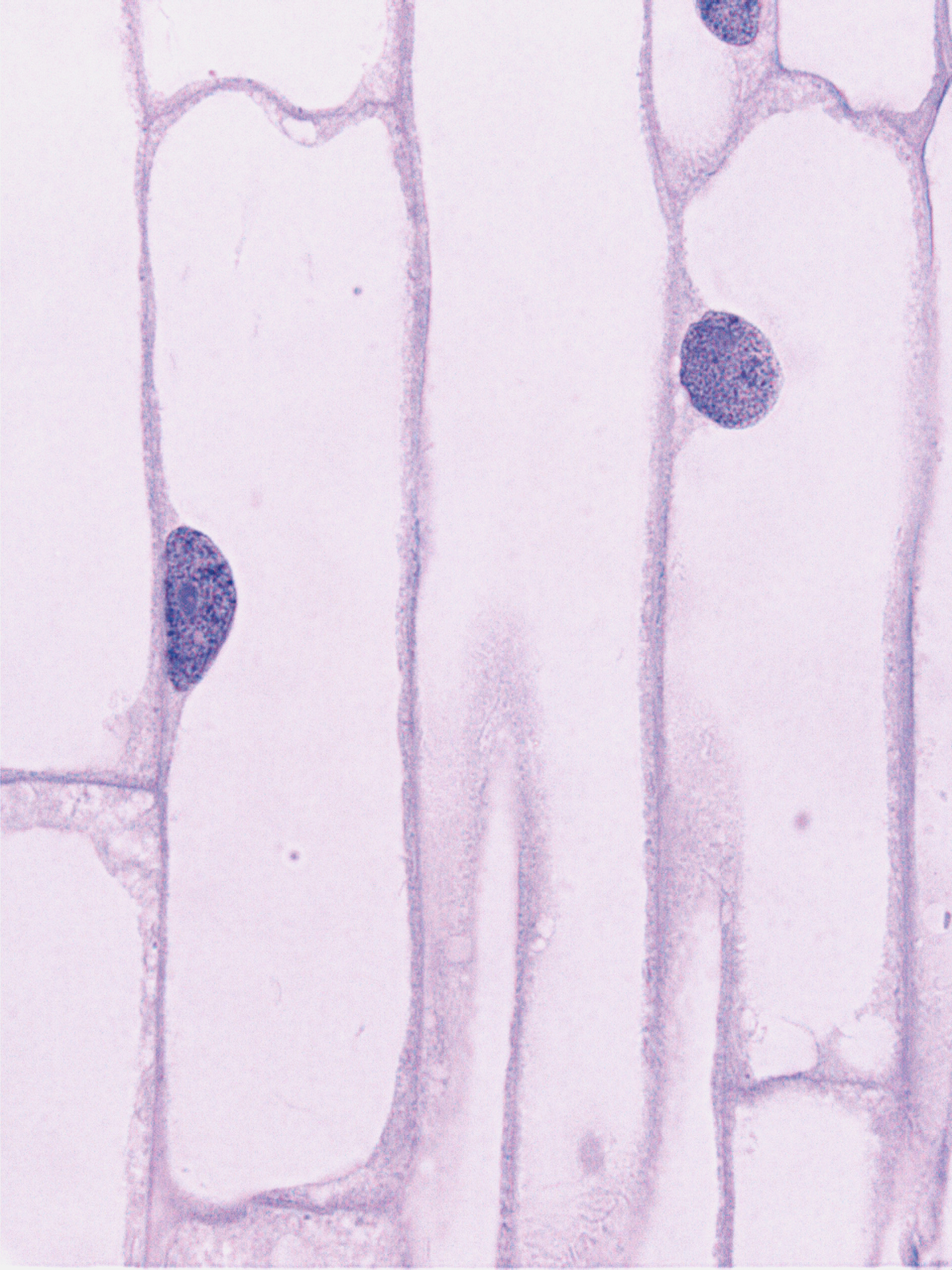

البروتوبلازما أو البروتوبلازم أو الجبلة الأولى أو الجِبْلَة (بالإنجليزية: Protoplasm)‏، تعد في علم الأحياء، الأساس الحيوي للكائن الحي، وهو التركيب الذي له القدرة على القيام بعمليات الأيض من هدم وبناء، ويقوم بجميع متطلبات الكائن الحي من تكاثر واستمرارية وثبات.
وفي بعض التعريفات فهو مصطلح عام للسيتوبلازم (على سبيل المثال، موهل، 1846)، ولكن في البعض الآخر فإنه يشمل أيضًا البلازما النووية (على سبيل المثال، ستراسبرجر، 1882). بالنسبة لشارب (1921)، "وفقًا للاستخدام القديم، كان الجزء خارج النواة من البروتوبلاست [الخلية بأكملها، باستثناء جدار الخلية] يسمى "البروتوبلازم"، ولكن النواة تتكون أيضًا من البروتوبلازم، أو مادة حية في تكوينها". إن الإجماع الحالي هو تجنب هذا الغموض من خلال استخدام مصطلحات ستراسبرجر (1882) السيتوبلازم [صاغها كوليكر (1863)، في الأصل كمرادف للبروتوبلازم] والنيوكليوبلازم [مصطلح صاغه فان بينيدن (1875)، أو الكاريوبلازم، الذي يستخدمه. فليمنج (1878)]." استبعد تعريف السيتوبلازم لستراسبرجر البلاستيدات (الكروماتوبلازما).
وكما هو الحال مع النواة، فإن إدراج الفجوة في مفهوم البروتوبلازم أمر مثير للجدل.

## مصطلحات
إلى جانب "البروتوبلازم" تم استخدام العديد من المصطلحات والتمييزات الأخرى ذات الصلة لمحتويات الخلية مع مرور الوقت. وكانت هذه على النحو التالي:
- أورشليم (أوكين، 1802، 1809)[15][16]
- البروتوبلازما (بوركينجي، 1840، فون موهل، 1846)[17][18]
- باريومواسلاك (القريبة البدائية، فون موهل، 1846)[18]
- ساركود (دوجاردان، 1835، 1841)[19][20]
- السيتوبلازم (كوليكر، 1863)[21]

## التركيب الكيميائي للبروتوبلازم
يعد البروتوبلازم محلولا غرويا، يتكون من دقائق يتراوح قطرها بين (0.001 إلى 0.1) ميكرومتر، يمكن رؤيتها من خلال المجهر، ولا يمكن فصلها بالترشيح، ولا تترسب بفعل الجاذبية الأرضية بسبب الحركة البراونية لدقائقها، وهي حركة دقائق السائل بشكل مستمر وعشوائي في جميع الإتجاهات.
تتميز المحاليل الغروية بقدرتها على التحول من حالة السيولة إلى الصلابة والعكس، كما أنها تترسب مع الزمن بفعل عوامل أخرى، وتعد هذه من خصائص البروتوبلازم.
يدخل في تركيب المادة الحية حوالي 35 عنصرًا من بين العناصر التي تم اكتشافها أو تصنيعها والبالغ عددها حاليا 118 عنصرًا، والجدول الآتي يبين بعض هذه العناصر حسب النسبة المئوية لكتلتها في الخلية الحية:
| العنصر     | رمزه | النسبة المئوية لكتلته |
| ---------- | ---- | --------------------- |
| الأكسجين   | O    | 65                    |
| الكربون    | C    | 18                    |
| الهيدروجين | H    | 10                    |
| النيتروجين | N    | 3                     |
| الكالسيوم  | Ca   | 1.5                   |
| الفسفور    | P    | 1                     |
| البوتاسيوم | K    | 0.4                   |
| الكبريت    | S    | 0.3                   |
| الصوديوم   | Na   | 0.2                   |
| المغنيسيوم | Mg   | 0.1                   |
| الكلور     | Cl   | 0.1                   |

وتتواجد عناصر أخرى بنسب قليلة جدًا، منها الحديد، واليود، والنحاس، والمنجنيز، والخارصين.
يحتوي البروتوبلازم على نوعين من المركبات، هما:

## المركبات غير العضوية
هي عبارة عن مواد بسيطة غير معقدة التركيب من اًصل معدني، يحصل عليها الكائن الحي عن طريق التغذية، من أهمها الماء والأملاح المعدنية.

### الماء
من أهم المركبات غير العضوية التي تدخل في تركيب الخلية، وتترواح نسبته بين (5 إلى 95)% من كتلة الخلية، وذلك اعتمادًا على نوعها،
ويتميز الماء بالخصائص التالية:
1. يعدّ مذيبا جيدا للأملاح، فيساعد على تأينها، مما يوفر وسطا ملائما للتفاعلات الكيميائية داخل الخلية.
2. يساعد في نقل المواد داخل الخلية وخارجها، وبذلك تتمكن الخلايا من التخلص من فضلاتها، والحصول على حاجتها من المواد المختلفة من محيطها الخارجي.
3. يشكل عاملا رئيسيا في ليونة ومرونة الجسم.
4. يحتفظ بحرارة نوعية عالية مما يكسبه القدرة على امتصاص الحرارة الناتجة عن التفاعلات الحيوية في الخلية، وهذا يساعد في تنظيم درجة الحرارة.

### الأملاح المعدنية
تحتوي الخلايا الحية على أملاح معدينة تترواح نسبتها (1 إلى 5)% من كتلة الخلية، وقد تكون على شكل أيونات ذائبة في الماء داخل الخلية، مثل: أيونات الصوديوم، والبوتاسيوم، والكلور، والنترات، أو على شكل بلورات ملحية داخل الخلية النباتية، أو ترسبات خارج الخلية، مثل: مركبات الكالسيوم، والسيليكا في خلايا الكائنات وحيدة الخلية، كالدياتومات.
وتلعب الأملاح أدوارًا مهمة في الخلايا الحية، منها:
1. تدخل في تركيب بعض أجزاء الخلية، فمثلا يدخل الفوسفات في تركيب الغشاء البلازمي، ويدخل أيون النترات في تركيب أحماضها النووية.
2. تدخل في تركيب بعض الأنسجة، فمثلا يدخل الكالسيوم والفسفور في تركيب العظام.
3. تساهم في بناء المركبات الكيميائية، فمثلا يدخل النيتروجين في تركيب بروتينات الخلية، ويدخل الحديد في تركيب هيموغلوبين الدم، ويدخل المغنيسيوم في تركيب الكلوروفيل.
4. تنظيم الضغط الأسموزي في الجسم.
5. تساهم في عمل بعض الأجهزة، فمثلا الصوديوم والبوتاسيوم والكالسيوم تدخل في عمل الجهازين العصبي والعضلي.

## المركبات العضوية
هي عبارة عن مواد كيميائية معقدة تتكون بشكل رئيس من عنصري الكربون والهيدروجين، وقد يضاف إليها عناصر أخرى، مثل: الأكسجين، والنيتروجين، وسميت عضوية نسبة إلى تواجدها في الكائنات الحية، أو لإنها تكونت في كائنات حية. تحتوي الخلايات الحية على مئات المركبات العضوية التي يمكن تصنيفها إلى أربع أنواع رئيسة، هي:
1. الكربوهيدرات.
2. الليبيدات.
3. البروتينات.
4. الحموض النووية.

### الكربوهيدرات
تتكون من ثلاث أنواع من العناصر، هي: الكربون، والهيدروجين، والأكسجين بنسبة 1:2:1 على التوالي، ونسبة الهيدروجين إلى الأكسجين تكون كنسبتها في الماء، أي بنسة 2 هيدروجين، 1 أكسجين وبناء على ذلك فإن الصيغة العامة للكربوهيدرات هي: CH2O)n)، حيث أن n عدد صحيح.
و تصنف الكربوهيدرات إلى ثلاث أنواع، هي:
أحادية التسكر:
يتكون هيكلها من (3 - 6) ذرات كربون، ومن الأمثلة عليها سكر غليسرألدهايد، وسكر ايرثروز، وسكر رايبوز، أما السكاكر سداسية الكربون فهي عدة أنواع، من أهمها: سكر الغلوكوز، وسكر الفركتوز، والسكاكر الأحادية قد تكون على شكل سلاسل أو حلقات كما في السكاكر الخماسية والسداسية.
ثنائية التسكير:
تتكون من اتحاد جزيئين من سكاكر أحادية، والصيغة الجزئيئة العامة للسكاكر هي: C12H22O11، ومن الأمثلة على السكاكر الثنائية:
1. المالتوز: (سكر الشعير) يتكون من اتحاد جزيئين من الغلوكوز.
2. السكروز: (سكر القصب، أو الشمندر) يتكون من اتحاد جزيء غلوكوز وجزيء فركتوز.
3. اللاكتوز: (سكر الحليب) يتكون من اتحاد جزيء غلوكوز وجزيء غلاكتوز.

عديدة التسكر:
مبلمرات تتكون من عدد من جزيئات السكر الأحادية، ومن أهمها: النشا، والسليولوز، والغلايكوجين، وصيغتها الجزيئية C6H10O5)n)، حيث يمثل الرمز (n) عدداً صحيحاً.
1. النشا: يتكون من (250 - 1000) جزيء غلوكوز، ويكون سلاسل مستقيمة تسمى أميلوز تذوب في الماء، وسلاسل متفرغة تسمى أميلوبكتين لا تذوب في الماء، تقوم النباتات بخزن النشا في بذوره وثماره وجذوره كغذاء احتياطي.
2. الغلايكوين: ويسمى «النشا الحيواني» يخزن في الكبد والعضلات عند الحيوان، وهو مبلمر من جزيئات الغلوكوز التي تشكل سلاسل متفرعة، لكنها أكثر طولا وتفرعا من سلاسل النشا المتفرعة، فمثلاً يتكون جزيء الغلايكوجين المخزن في الكبد من حوالي 30 ألف جزيء غلوكوز، وعند الحاجة، تتكسر الروابط بين جزيئات الغلايكوجين، وتتحرر جزيئات الغلوكوز الذي تستخدمه الخلايا لإنتاج الطاقة.
3. السليولوز: مبلمر من جزيئات الجلوكوز، ويتكون الجزيء الواحد من (8 - 10) آلاف جزيء غلوكوز، فترتبط مع بعضها البعض مشكلة سلاسل غير متفرعة، لا تذوب في الماء، ويختلف عن النشاء والغلايكوجين في نوع الروابط بين جزيئات الغلوكوز، وعدد الجزيئات. تستخدم النباتات السليولوز كدعامة وجدر لخلاياها. وهناك عديدات تسكر أخرى، مثل: هيميسليولوز، وبكتين يدخلان في تركيب الجدر الخلوية النباتية. والكايتن الذي يدخل في تركيب الجدر الخلوية للفطريات، والهياكل الخارجة للحشرات وبعض الديدان، وتشبه السليولوز في التركيب، إلا أن السلاسل هنا تتكون من جزيئات (غلوكوزامين) الذي يدخل في تركيبه النيتروجين.

أهمية الكربوهيدرات الحيوية:
1. مصدر مهم من مصادر الطاقة في الخلية، وتعد المصدر المباشر للطاقة.
2. تستخدم في إنتاج غيرها من المواد العضوية في الخلية، فمثلا يشكل الغليسر ألدهايد الأساس لجميع المركبات العضوية، مثل: الحموض الأمينية، والحموض الدهنية.
3. تدخل في تركيب بعض أجزاء الخلية كما في البروتينات السكرية، والليبيدات السكرية، التي تدخل في تركيب الغشاء البلازمي.
4. تشكل لبنات أساسية في بناء غيرها من المواد الطبيعية في الخلية، فمثلاً يدخل الرايبوز في تكوين RNA.

### الليبيدات
هي عبارة عن مركبات عضوية قوامها صلب (شحمي) أو سائل (زيتي)، تتكون من العناصر ذاتها التي تكون الكربوهيدرات (كربون، وهيدروجين، وأكسجين). إلا أن نسبة الهدروجين فيها أعلى، وبالتالي فإنها تحتوي كمية كبيرة من الطاقة.
تضم الليبيديات مركبات عديدة تختلف قي تركيبها، وهي: الدهون، والزيوت، واللبيدات المفسفرة، والستيرويدات.
'الدهون والزيوت
تعد الشحوم الحيوانية والزبدة أمثلة على الدهون، أما الزيوت فمصدرها نباتي، مثل: زيت الزيتون، وزيت الذرة، وزيت فول الصويا. تتكون الدهون والزيوت من حموض دهنية ومركب كحولي يسمى (غليسرول)، ومن الأمثلة على الحموض الدهنية، حمض البالماتيك (النخيل).
تكون الدهون صلبة؛ لإن بعض الحموض الدهنية المكونة لها تكون مشبعة، وأما الزيوت فتكون سائلة؛ لاحتوائها على حموض دهنية غير مشبعة.
'الليبيدات المفسفرة
تشبه الدهون في تركيبها، إلا أن أحد الحموض الدهنية الثلاثة أستبدل بمجموعة فوسفات مرتبطة مع مجموعة وظيفية، والحمض الدهني الوسطي استبدل بحمض دهني غير مشبع. تدخل الليبيدات المفسفرة في تركيب الغشاء الخلوي للخلية، حيث يتكون هذا الغشاء من طبقتين من الليبيدات المفسفرة.
'الستيرويدات
تختلف في تركيبها عن الدهون والزيوت والليبيدات المفسفرة، فهي تتكون من 4 حلقات مدمجة في ذرات الكربون: 3 منها سداسية، والرابعة خماسية، وتتشابه بعض أنواع الدهون المذكورة في كونها لا تذوب في الماء، وإنما تذوب في الدهون. وللستيرويدات أهمية حيوية، فمثلاً الهرمونات الجنسية كهرمون البروجستيون وهرمون الذكورة تستيرون يعد من السيترويدات.
و من السيترويدات المهمة الكوليسترول، الذي يدخل في تركيب الغشاء الخلوي، وفي إنتاج جميع ستيرويدات الجسم. ويشتق من الكوليسترول جموض خاصة (bileacids) تفرز مع العصارة الصفراء، وتساعد في هضم الدهون، ويتم الحصول على الكوليسترول من بعض أنواع الأغذية، كما أن جميع خلايا الجسم قادرة على إنتاجه فمثلا ينتج الكبد (50 - 60%) من حاجة الجسم من الكوليسترول.

### البروتينات
تعد أكثر تعقيدا من الكربوهيدرات والدهون، وتلعب أدواراً مهمة من حيث البناء والتنظيم في خلايا الكائن الحي، ويعطي الغرام الواحد من البروتين 4 كيلوكالروي من الطاقة، والبروتينات مبلمرات تتكون من وحدات أساسية تسمى الحموض الأمينية، وهناك عشرون حمضا أمينيا مختلفاً، ويتركب الحمض الأميني من عناصر الكربون، والهيدروجين، والأكسجين، بالإضافة إلى عنصر النيتروجين.
و الحموض الأمينية نوعان من حيث المصدر:
1. الحموض الأمينية الأساسية، وعددها ثمانية، ولا تستطيع خلايا الدسم بنائها، أو إنتاجها بكمية كافية، لذا لا بد الحصول عليها من الطعام. والحموض الأمينية الأساسية متوافرة في البروتين الحيواني أكثر من البروتين النباتي، لذا كان البرواتين الحيواني ذا قيمة غذائية أكبر من البروتين النباتي.
2. الحموض الأمينية غير الأساسية، وعددها اثنا عشر، وتستطيع خلايا الجسم بناءها.

الإنزيمات:
تحدث داخل جسم الكائن الحي آلاف التفاعلات الكيميائة بكفاءة عالية جدا، وبشكل متخصص بهدف إنتاج الطاقة، وبناء المواد العضوية اللازمة للكائن الحي وتمكينه من التعامل مع المتغيرات الداخلية والخارجية للحفاظ على توزانه. والتفاعلات الكيميائة داخل جسم الكائن الحي لا تتم بشكل تلقائي، وما كانت لتحدث أو ستحدث بمعدل بطيء لولا وجود عوامل مساعدة عضوية لتنشيط هذه التفاعلات وإتمامها بسرعة وكفاءة، وستمى العوامل المسادة هذه «الإنزيمات».
العوامل المؤثرة في نشاط الإنزيم:
تعد الإنزيمات نظرا لطبيعة تراكيبها الكيمائي - حساسة جداً للعديد من التغيرات والتي يمكن أن تؤثر على إنتاجها أو شكلها أو التركيب الكيميائي لموقعها النشط. ومن هذه العوامل:
1. درجة الحرارة.
2. الرقم الهيدروجيني (pH).
3. تركيز الإنزيم.
4. تركيز المواد المتافعلة.
5. وجود مواد ترتبط بالإنزيمات، ويؤثر على عملها، إما سلباً (منشطا)، أو إيجاباً (محفزات).

### الحموض النووية
تتكون الحموض النووية من نوعين، هما: الحمض النووي الرايبوزي منقوص الأكسجين (حمض نووي ريبوزي منقوص الأكسجين) والحمض النووي الرايبوزي (حمض نووي ريبوزي).
تتكون الحموض النووية من جيئات تسمى «نيوكليوتيدات»، حيث يتركب النيوكليوتيد من مجموعة من الفوسفات، وسكر خماسي (رايبوز أو رايبوز منقصوص الأكسجين)، وقاعدة نيتروجينية، وتختلف النيوكليوتيدات عن بعضها البعض باختلاف القاعدة النيتروجينية.
إضافة لما سبق حول دور النيوكليوتيدات كوحدات بنائية في الحموض النووية فإن لها وظائف أخرى في الخلية، مثل التفاعلات الكيميائية التي تحتاج إلى طاقة، حيث أنها تحتوي روابط كيميائية تخزن كميات كبيرة من الطاقة مثل أدينوسين ثلاثي الفوسفات (Adenosine tri Phosphate) ويرمز له بـ (ATP)، فعند انحلال الرابطة بين مجموعتي الفوسفات الثالثة والثانية تتحرر طاقة تقدر بـ 7300 سعر / مول من ATP وينتج عركب يسمى أدينوس ثنائي الفوسفات (ADP)، ومجموعة فوسفات.
ATP → ADP + Pi + 7300 سعر / مول
و عند انحلال الرابطة بين مجموعتي الفوسفات الثانية والأولى ينتج عنه مركب يسمى أدينوس أحادي الفوسفات (AMP) وكمية مساوية من الطاقة ومجموعة فوسفات.
ADP → AMP + Pi + 7300 سعر / مول
و يمكن جمع المعادلتين يالشكل التالي:
ATP → AMP + 2Pi + 14600 سعر / مول
استخدامات الطاقة في الخلية:
تستخدم الطاقة المخزنة في روابط حاملات الطاقة، مثل ATP في كثير من العلميات الحيوية في الخلية، ويمكن تصنيفها إلى ثلاث أنواع:
1. التفاعلات الكيميائية: تستخدم في عمليات بناء المركبات المختلفة، مثل: بناء غلايكوجين من الغلوكوز.
2. عمليات النقل: تستخدم الطاقة في ضخ المواد عبر الشغاء الخلوي (النقل النشط)، مثل: مضخة (مضخة الصوديوم والبوتاسيوم) في الخلايات العصبية.
3. العمليات الميكانيكية (الآلية): حيث تستخدم الطاقة انقباض العضلات، وحركة الأهداب والأسواط في خلايا الكائنات وحيدة الخلية، وحركة الكروموسومات أثناء انقسام الخلية.

### الكتب
- Beaker, Kleinsmith, Harden (2003). The world of the cell, 5th Ed. Benjamin Cummings.
- Bruce, Alberts etal (2002). Molecular Biology of the cell. 4th Ed. Garland Science. New York. USA.

### وصلات خارجية
- Nucleus Medical Illustrations, Nucleus Medical Animations